# Hyundai Motor Company

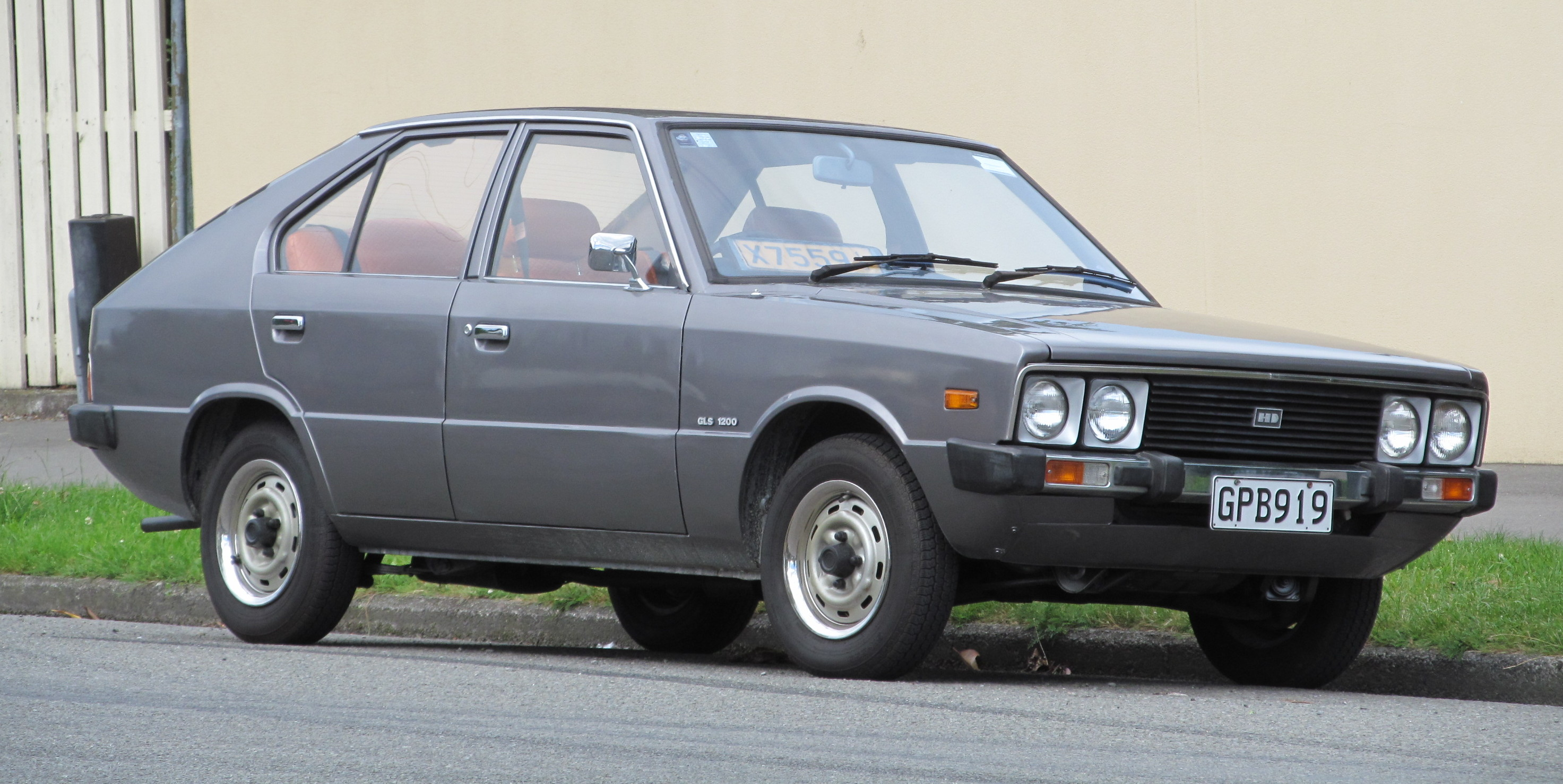
Hyundai Pony. O primeiro carro da Hyundai

A Hyundai Motor Company, (do coreano hangul: 현대자동차; hanja: 現代自動車; rr: Hyeondae Jadongcha ouvirⓘ, hangul: 현대; hanja: 現代; MR: Hyŏndae, IPA: [hjə́ːndɛ]) que significa "moderno" em coreano, é uma multinacional sul-coreana de automóveis sediada em Seul, Coreia do Sul, fundada em 29 de dezembro de 1967 por Chung Ju-Yung, que em 1947 já havia fundado a Hyundai Engineering and Construction Company. Em 1948, começou a construir viaturas – na época tinha um acordo com a empresa norte-americana Ford para produzir carros desta marca apenas para o mercado interno.
Hyundai opera a maior fábrica integrada de automóveis do mundo em Ulsan, Coreia do Sul, que tem uma capacidade de produção anual de 1,6 milhões de unidades. A empresa emprega cerca de 75 000 pessoas em todo o mundo. Os veículos da Hyundai são vendidos em 193 países através de cerca de 5 000 concessionárias e salas de exposições.

## História
A montadora nasceu no mês de dezembro de 1967 pelas mãos do conglomerado Hyundai Engineering and Construction Company, fundado em 1947 por Chung Ju-Yung, na Coreia do Sul quando esta ainda se recuperava da guerra, tentando encontrar seu caminho em meio a uma economia global em fase de grande crescimento. Para poder competir com as tradicionais indústrias europeias, americanas e japonesas, a HYUNDAI (palavra proveniente do coreano Hyeondae, que significa tempos modernos) teria de absorver tecnologias de outras marcas e se desenvolver em tempo recorde. Essa trajetória começou em 1968, quando a empresa obteve licença para montar alguns modelos da Ford americana apenas para o mercado interno. O primeiro deles foi o Ford Cortina, seguido pelo Ford Granada.
Só em 1974 foi construído o primeiro carro da marca Hyundai, elegante, desenhado e concebido em exclusivo pela marca, o pequeno modelo Pony, que foi apresentado nesse ano no Salão Automóvel de Turim, na Itália. Contudo, o Pony utilizava tecnologia dos japoneses da Mitsubishi, como o motor, a transmissão e a suspensão. O modelo foi desenhado pelos estúdios de design italianos da Giugiaro. Em 1976 a Hyundai exportou o seu primeiro carro, precisamente um Pony. Seis anos depois, o Pony II foi apresentado, já com uma linha mais moderna, e em 1984 atingiu um total de 500 mil viaturas produzidas. Nesse mesmo ano foi apresentado o modelo Stellar.
No ano seguinte a Hyundai estabeleceu-se também nos EUA, na mesma altura em que foi lançado o Excel e em que foi inaugurada uma nova fábrica na Coreia do Sul, capaz de produzir 300 mil viaturas por ano. No ano seguinte a Hyundai atingiu o total de um milhão de carros produzidos e apresentou um modelo de luxo, o Grandeur. Em 1987 lançou-se no mercado dos mini-autocarros e dos caminhões. Em 1989 montou uma fábrica destinada a construir motores V6 e no ano seguinte lançou o coupé esportivo Scoupe e o luxuoso Sonata.
Em 1991 apresentou o primeiro motor de fabricação própria, nomeado Alpha, para três anos mais tarde lançar outro propulsor, este com o nome de Beta. Ainda em 1994 lançou o modelo Accent, com motor Alpha, que viria a ser um grande sucesso de vendas. No entanto, a associação com a Mitsubishi manteve-se e esta marca fornecia motores para os modelos Elantra e Sonata, de maiores dimensões. Seu símbolo, o H estilizado, tem um significado, segundo a montadora é a união das mãos do fabricante com seu consumidor.
Em fase de grande expansão, a Hyundai apresentou em 1996 dois novos modelos, o esportivo Tiburon e o Sonata III, tendo ainda lançado o Dynasty, um carro de luxo.
A Hyundai é patrocinadora da Copa do Mundo FIFA desde 2002.
No ano de 2007 a Hyundai lançou o i30 no salão de Frankfurt.
Existe ainda em Portugal um clube dedicado à Hyundai, Hyundai Clube Portugal. Aqui reúnem-se vários utilizadores desta marca para discussão, ajuda e encontros regionais e nacionais.
Em 2015, a Hyundai lançou o primeiro carro equipado com o sistema operacional do Google para carros, o Android Auto. O Hyundai Sonata conta com quatro funcionalidades: navegação GPS, ligações, música e diagnóstico do carro. Aplicativos como Spotify e Google Maps estarão a disposição dos motoristas.

## No Brasil

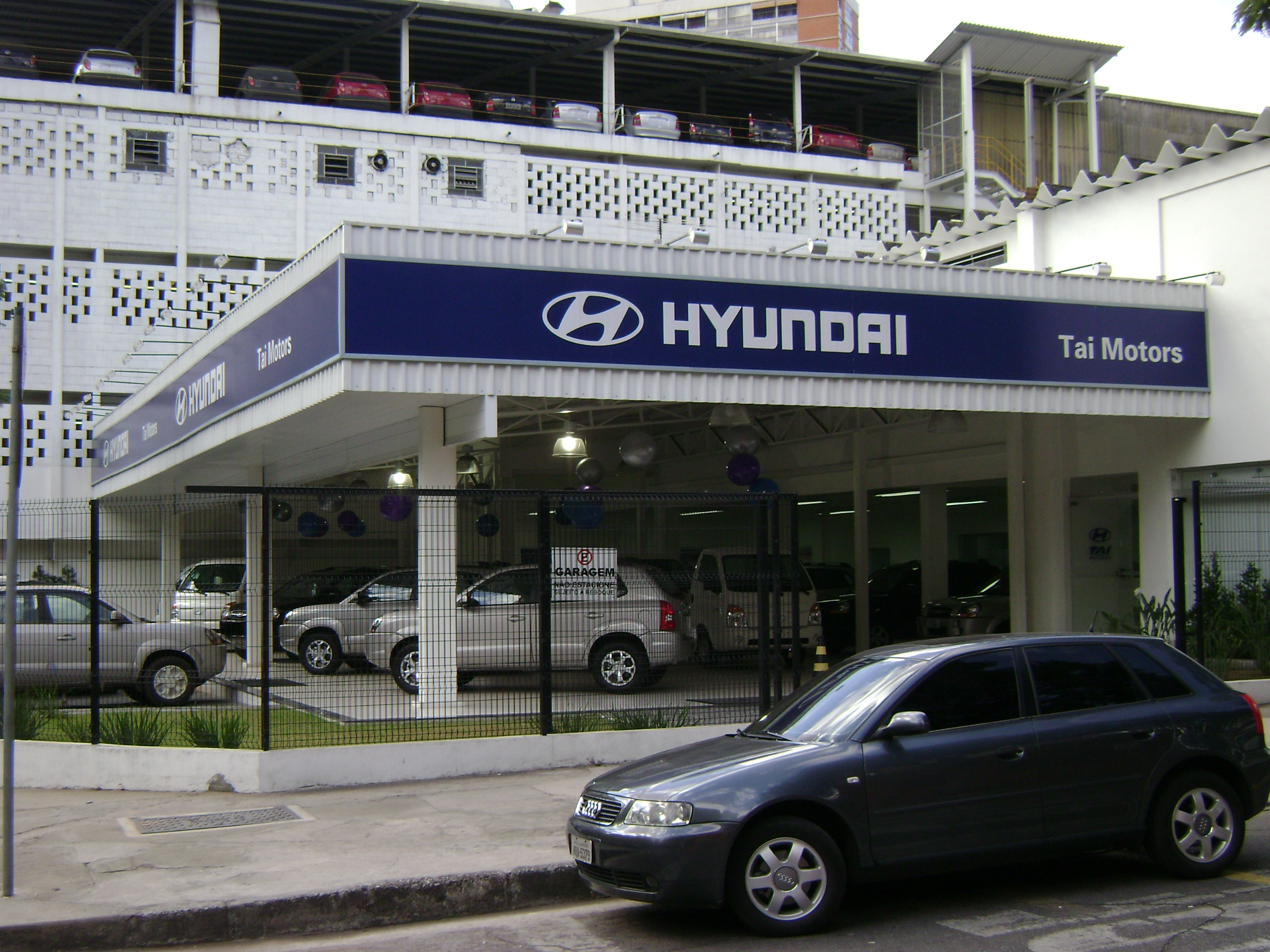
Filial da Hyundai em Belo Horizonte.

No Brasil, o Grupo Caoa é responsável pela distribuição dos veículos importados da marca em território nacional e pela montagem dos kits CKD do caminhão leve HR, do Tucson e também do SUV IX35 em Anápolis, e caminhões de sete toneladas também em Anápolis.
A montadora ergueu uma fábrica própria no Brasil em 2012 em Piracicaba, no interior de São Paulo. A unidade, cuja capacidade é de 150 mil veículos por ano, é responsável pela fabricação dos modelos HB20, HB20X e HB20S, exclusivos para o mercado brasileiro e também de toda a família do SUV Creta (versões 1.6 16v e 2.0 16v, ambos com motores flex). Já há expectativa de ampliação da unidade fabril e da construção de uma unidade da subsidiária Kia.
A Hyundai, atualmente, é uma das marcas que mais investe em publicidade no país. Em 2009, foi a 5ª empresa que mais anunciou, com cerca de R$ 744,5 milhões inserções grandes revistas, jornais e emissoras de televisão brasileiras.
Em 2022, inaugurou a primeira fábrica de motores da América Latina, as instalações de 17.721 m² e capacidade inicial estimada em 70 mil motores por ano fica dentro do complexo industrial de Piracicaba e fazem parte de um investimento de R$ 500 milhões, além de adotar os conceitos de indústria 4.0.
A Hyundai chegou a Portugal em 1996. Foi, no entanto, em 2015 que a marca passou a integrar o Grupo Salvador Caetano, entrando numa nova fase em território nacional com um novo representante: a Hyundai Portugal. 
Em Portugal, o modelo mais emblemático nessa fase inicial foi o Hyundai Accent, um carro familiar compacto e acessível, que rapidamente ganhou popularidade. Durante os anos seguintes, a marca continuou a crescer, acompanhando a tendência europeia, e em 2018 a Hyundai Portugal atingiu um recorde de crescimento com uma quota de mercado de 3%.
Atualmente, a Hyundai em Portugal segue a estratégia global da marca, com forte ênfase em tecnologias limpas, como carros elétricos e movidos a hidrogénio, que fazem parte de sua ambição de liderar o setor de energias sustentáveis até 2030.

### Hyundai HB20

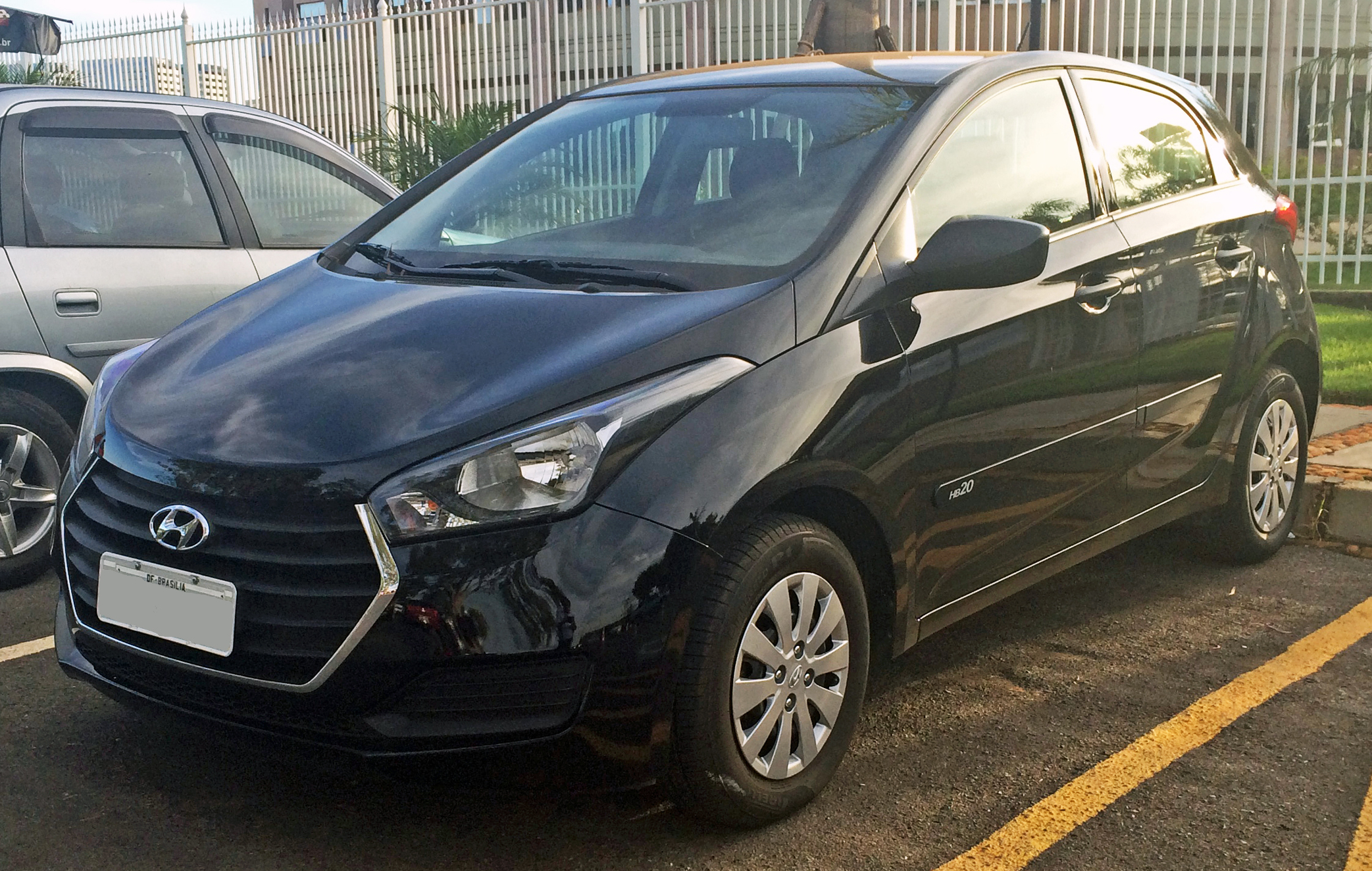
Hyundai HB20 fotografado em Brasília.

A produção da nova fábrica em Piracicaba (SP) foi destinada à fabricação dos veículos batizados provisoriamente de ”Projeto HB” (Hyundai Brasil), especialmente desenvolvidos para atender às necessidades dos consumidores brasileiros. Posteriormente foi escolhido o nome definitivo de Hyundai HB20, sendo "HB" referência ao mencionado Projeto Hyundai Brasil e 20 ao compartilhamento da plataforma do Hyundai i20.
Os veículos da família HB20 utilizam a mesma plataforma do Hyundai i20 (inglês), (participante do WRC) são distribuídos em três modelos: HB20 (hatchback com 5 portas), HB20S (sedã com 4 portas) e HB20X (crossover com 5 portas), equipados com motorização 1.0L e 1.6L flex e câmbio manual ou automático. O veículo compartilha componentes com o Kia Picanto e com o Hyundai Elantra. O design segue as formas da identidade visual da marca, chamada "escultura fluída", proporcionando marcante semelhança com os modelos Hyundai i30 e Hyundai Elantra.
A produção de veículos iniciou-se em abril de 2012, com o modelo HB20. Os modelos sedan e crossover foram lançados no primeiro semestre de 2013. Todos os modelos têm, desde o início de sua produção, o índice de nacionalização mínimo exigido na legislação brasileira.
O projeto gerou cerca de 2 mil empregos diretos, a partir do primeiro ano de produção, e outros 10 mil empregos junto aos fornecedores. A geração de empregos, no entanto, tem efeito multiplicador, em função do fortalecimento do parque de fornecedores de autopeças no interior do Estado de São Paulo. Junto com a Hyundai, fornecedores automotivos também estão estabelecendo unidades produtivas na região.
Em 2019 participará da competição monomarca HB20 Motorsport.

## Modelos
- Atos/Atoz
- Getz/Click/TB
- Accent/Verna
- Elantra/Avante
- Matrix/Lavita
- Coupe/Tiburon/Tuscani
- Hyundai Genesis Cupe
- Sonata
- Grandeur/Azera
- Hyundai Genesis
- Equus/Centennial
- Tucson/JM
- Santa Fe
- Terracan
- Veracruz
- Hyundai HB20
- Hyundai Creta
- Hyundai HB20x
- Hyundai HB20s
- H-1/Starex/Libero
- H-100/Grace/Porter
- Trajet/Trajet XG
- i10
- i20
- i30/i30cw
- i40
- Veloster
- Nuvis
- ix35
- HR